# Jalalpur (Uttar Pradesh)
Jalalpur és una ciutat i municipi del districte d'Ambedkar Nagar a Uttar Pradesh, Índia, situada a 26° 37′ 10″ N, 82° 10′ 30″ E / 26.61944°N,82.17500°E, a la vora del riu Tons. Segons el cens del 2001 la població era de 29.634 habitants. Al segle xix s'esmenta com Jalalpur-Nahvi i era part del districte de Faizabad a l'Oudh, Províncies Unides d'Agra i Oudh, tenint una població (1881) de 6.240 habitants.